# Rizong Gompa

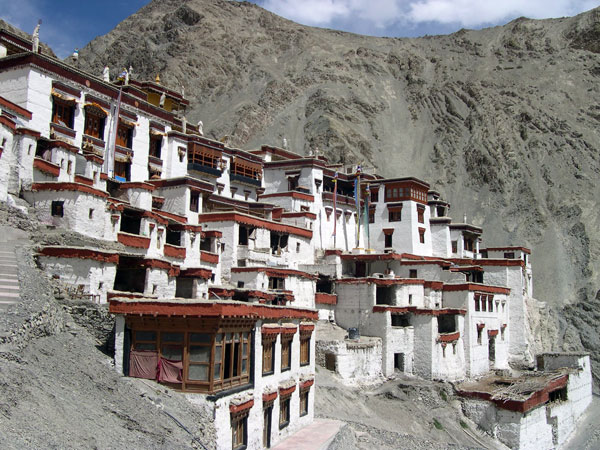
Rizong gompa.

Le monastère Rizong Gompa  est situé au sommet d'une vallée rocheuse côté du côté nord de l'Indus, à l'ouest de Alchi sur la route qui mème au monastère de Lamayuru. Une distance de 73 km le sépare de Leh, la capitale du Ladakh, (tibétain : གླེ, Wylie : gle, THL : lé་ ; hindî : लेह, translit. iso : lēha), du district du même nom, dans l'État du Jammu-et-Cachemire en Inde à une altitude de 3 510 m.

## Le monastère de Rizong

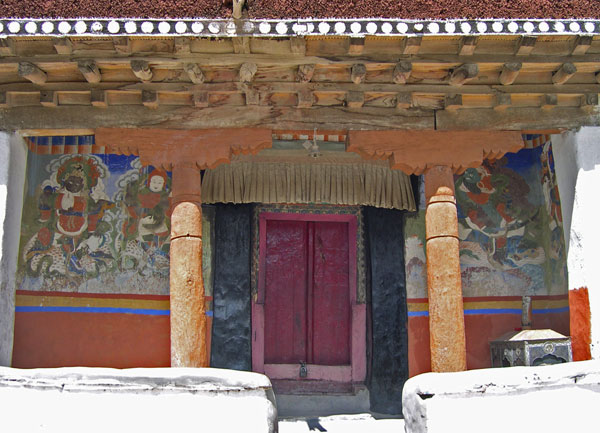
Rizong gompa.

Le Gourou Padmasambhava aurait médité dans les grottes qui sont situées autour de Rizong, avant que le monastère et le couvent de religieuses ne soient construits. Appartenant à l'Ordre Gelugpa, il a été fondé par le grand Lama Tsultim Nima, en l'année 1831. Dans ce monastère aussi appelé «Paradis de la méditation» résident une quarantaine de moines qui doivent observer des règles et normes très strictes de célibat, appelées les «Règles de Vinaya», et obéir aux trois vœux religieux fondamentaux de pauvreté, de chasteté  et d'obéissance.

## Le couvent de Chulichan
Aussi connu sous le nom Chulichan (Chomoling) ce couvent se situe à une distance de 2 km du monastère principal de Rizong. Placé sous le contrôle du Conseil d'administration du monastère, il se compose d'une vingtaine de religieuses (Chomos). Les plus âgées  participent pleinement à l'activité économique du monastère. Elles travaillent toute la journée en s'adonnent aux activités du filage de la laine, de l'extraction d'huile à partir des noyaux d'abricots pour les lampes du monastère. Durant l'été, elles sont occupées aux travaux des champs, à ceux de la ferme et à l'entretien du bétail. Les jeunes nonnes, qui ont des facilités pour les études, sont scolarisées. Elles suivent un programme religieux de méditation et des cours de philosophie tibétaine.

## Fonctionnement
Le monastère a la particularité d'avoir deux "incarnés" :
- le Lama Tsultim Nima ;
- l'une en la personne du lama Tsultim Nima le chef spirituel du monastère résidant à Manali, dans l'Himachal Pradesh ;
- l'autre en la personne de son fils héritier, le lama Sras Rinpoché qui est le directeur de 'rgyud-smad Rato Dratsang (en).

L'Abbott est élevé au grade de chef de tous les scolastiques tibétains (Dga-ldan Khirpa), après avoir accompli un mandat de deux ans. 
En l'absence des deux "incarnés" la gestion courante du monastère est assurée par deux lamas suppléants. L'un au titre d'Inas batan veille aux horaires de l'ordre monastique, l'autre, qui fait office de second s'occupe de l'intendance. L’ordonnancement du monastère est assuré par les trois groupes de personnes affectées au monastère. Le premier groupe est celui des Lamas (moines), le second celui des religieuses (Chomos) et le troisième se compose des enfants venus de tout le Ladakh dans ce monastère pour y suivre des études.

## Les infra-structures

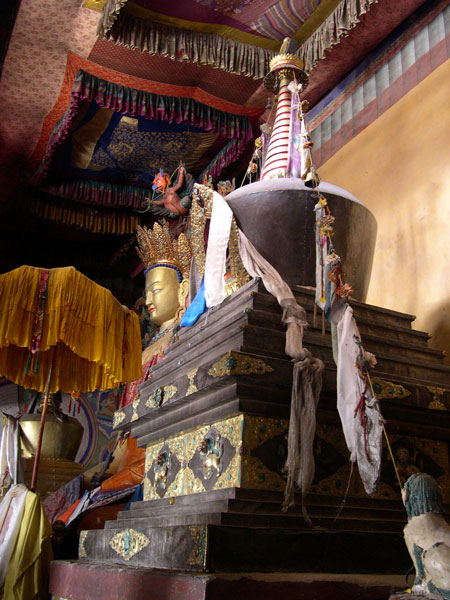
Rizong gompa.

Le monastère abrite dans son musée une  importante collection de Thangkas, ainsi qu'une riche collection de panneaux peints relatant la vie du Lama Tsultim Nima. On y trouve également des objets et des livres réalisés par les premiers Sras Rinpoche, qui furent les titulaires du monastère de Rizdong. 
À l'intérieur du complexe Monastère de Rizdong  on dénombre les sanctuaires suivants :
- Le temple des reliques connu sous le nom de «Sku-Gdung» est réservé aux anciennes reliques des moines fondateur du monastère. La décoration se compose de fresques de Dharma-raja[3].
- La salle de réunions, est décorée des peintures murales de Dlama-mchod-pa et Lam-jantes. En son milieu se dresse la statue du Bouddha Shakymuni, avec pour acolyte, à sa droite les statues de Tse-dpag-med, rje-Rin po-che et Sras Rin Poche Esha Rab-rgyes et Seigneur sont disposés les écrits de Bka-gyurand et bstan-gyur.

Le trône central est dédié au lama fondateur avec ceux destinés à ses acolytes Sras Rinpoché et Khan-po du monastère.
- La "Chambre sacrée" dans laquelle est érigé un Stupa est orientée à l'ouest. Elle expose la statue de Mahakala (la déesse protectrice du monastère), la statue du fondateur du monastère, et celle du deuxième incarné, Gnas-Bstan Tsual-Khrims Dorji. Chaque travée de la salle est dotée d'icônes propres aux deux grands-lamas en chef du monastère.
- Le temple Thin-Chen expose Arya Avalokiteshwara, une icône du Bouddha Maitreya et un ensemble de Bka-gyhr. Il est orné de fresques de retraçant la vie du Siddhārtha Gautama (sanskrit ; pāli : Siddhattha Gotama) dit Shakyamuni « sage des Śākyas ». Les reliques des lamas sanctifiés sont contenues dans le stupa d'or Chengchub, et dans le stupa d'argent Rjo-wo-Rin-Po-cho.
- Le sanctuaire Mandala est le toit de la salle d'assemblée destinée au Mandala du Seigneur Yamakantaka et btra-shis-gyhi-skyong. Les quatre directions du mandala affichent des statues religieuses. À l'est, des statues de «rje-tzone-khapa», «mkhas-drub-rje» et «rgyal-tsabrje». Leurs écrits, en trente volumes, y sont également conservés.